# Ольбрахциці (Мазовецьке воєводство)
Ольбрахциці (пол. Olbrachcice) — село в Польщі, у гміні Покшивниця Пултуського повіту Мазовецького воєводства.
Населення — 155 осіб (2011).
У 1975-1998 роках село належало до Цехановського воєводства.

## Демографія
Демографічна структура станом на 31 березня 2011 року:
|          | Загалом | Допрацездатний вік | Працездатний вік | Постпрацездатний вік |
| -------- | ------- | ------------------ | ---------------- | -------------------- |
| Чоловіки | 76      | 21                 | 47               | 8                    |
| Жінки    | 79      | 18                 | 44               | 17                   |
| Разом    | 155     | 39                 | 91               | 25                   |